# Cargal

Cargal ou Légendes du chevalier Cargal est une série de bande dessinée d'heroic fantasy créée par Gil Formosa (dessin et couleur) et Daniel Pecqueur (scénario). Après prépublication dans le magazine Pilote, le premier des 4 tomes de cette série est édité aux éditions Dargaud en 1982 sous le titre La Tombe du borgne.

## Albums
1. La Tombe du borgne (mai 1982,  (ISBN 2-205-02227-X), 48 pages)
2. Manhawar (janvier 1984,  (ISBN 2-205-02565-1), 48 pages)
3. Le 3e Monde (mars 1987,  (ISBN 2-205-03310-7), 48 pages)
4. Le Maître de Brumazar (avril 1989,  (ISBN 2-205-03634-3), 63 pages)
5. Les Ailes de l'Enchanteur (annoncé mais jamais publié)

## Éditeur
- Dargaud (collection Histoires fantastiques) : tomes 1 à 4 (première édition des tomes 1 à 4)